# Cyclura
Genre
Cyclura est un genre de sauriens de la famille des Iguanidae qui est endémique des Bahamas, des Grandes Antilles et des Petites Antilles, chaque groupe d'île au sein de cette répartition présentant sa propre espèce d'iguanes, parmi les neuf espèces encore existantes aujourd'hui. Les Cyclura sont des iguanes assez massifs, qui présentent une crête dorsale de longues épines, plus marquée chez les mâles. Leur coloration est très variable d'une espèce à l'autre, et même d'une île à l'autre dans la même espèce. Ce sont des animaux essentiellement herbivores qui se nourrissent de feuilles, de fleurs et de fruits.
Les iguanes Cyclura sont des animaux poïkilothermes, qui sont très actifs pendant la saison chaude, où ils passent quelques minutes à se réchauffer au soleil avant d'aller s'alimenter, mais le sont beaucoup moins l'hiver, où ils restent la majeure partie du temps dans leur abri, sans réellement hiberner. Les mâles sont territoriaux, et défendent les femelles avec lesquelles ils s'accouplent au mois de mai. Celles-ci pondent généralement leurs œufs dans des terriers creusés par leurs soins, dans un substrat meuble et pas trop profond. Les œufs éclosent 65 à 90 jours plus tard.
La population de l'ensemble des espèces de Cyclura est en déclin, et certaines espèces ou sous-espèces sont clairement menacées d'extinction. Ce déclin est fortement lié à l'arrivée des Européens sur ces îles, au développement de leurs infrastructures et à leur importation d'animaux non endémiques comme les rats noirs, ratons-laveurs, chiens, mangoustes, sangliers, chats, chèvres et moutons qui détruisent les nids, mangent les jeunes ou concurrencent les adultes au niveau de la consommation de végétaux. Le braconnage pour sa viande ou pour alimenter le marché des animaux de compagnie exotiques est également une menace. De nombreux programmes de sauvegarde sont mis en place pour préserver ces espèces, basés sur l'éradication des animaux introduits, la translocation d'animaux vers des îles où ils avaient disparu, la mise en place de réserves naturelles et l'élevage en captivité, qui permet de relâcher des iguanes adultes protégés pendant qu'ils étaient jeunes.

## Anatomie et morphologie

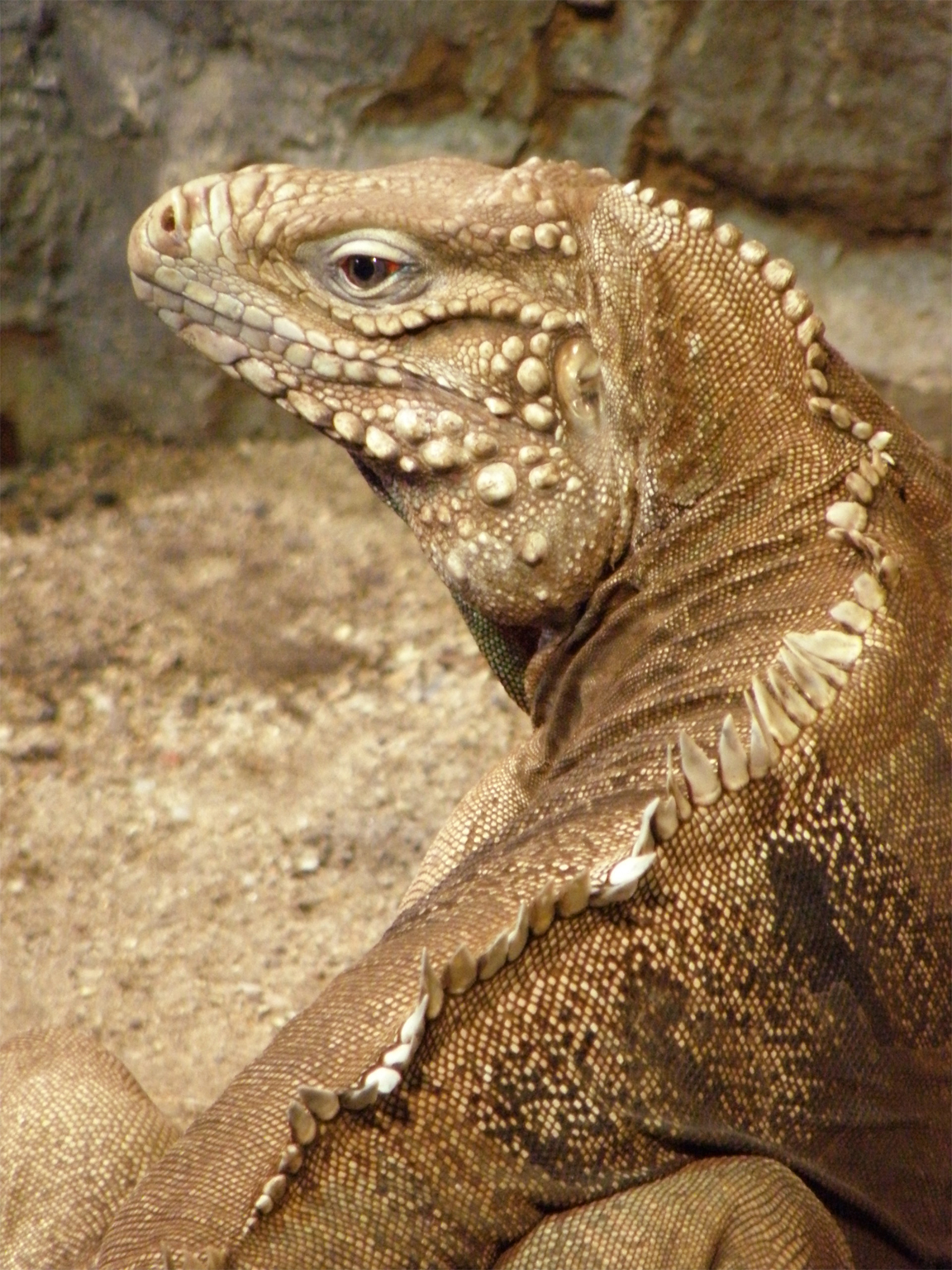
Les iguanes du genre Cyclura dispose d'une crête épineuse sur le dos.

Ces iguanes présentent généralement un dimorphisme sexuel bien marqué ; les mâles sont plus grands que les femelles, et ont une crête dorsale plus proéminente et de plus grands pores fémoraux sur leurs cuisses, qui sont utilisés pour relâcher des phéromones,.
Les iguanes du genre Cyclura, ont un organe photosensible blanc à la pointe de sa tête, l'œil pariétal. Cet « œil » a une rétine et une lentille rudimentaires qui ne permettent pas de visualiser des images, mais qui est sensible aux changements de luminosité et qui peut détecter des mouvements.

## Biologie et écologie

### Comportement

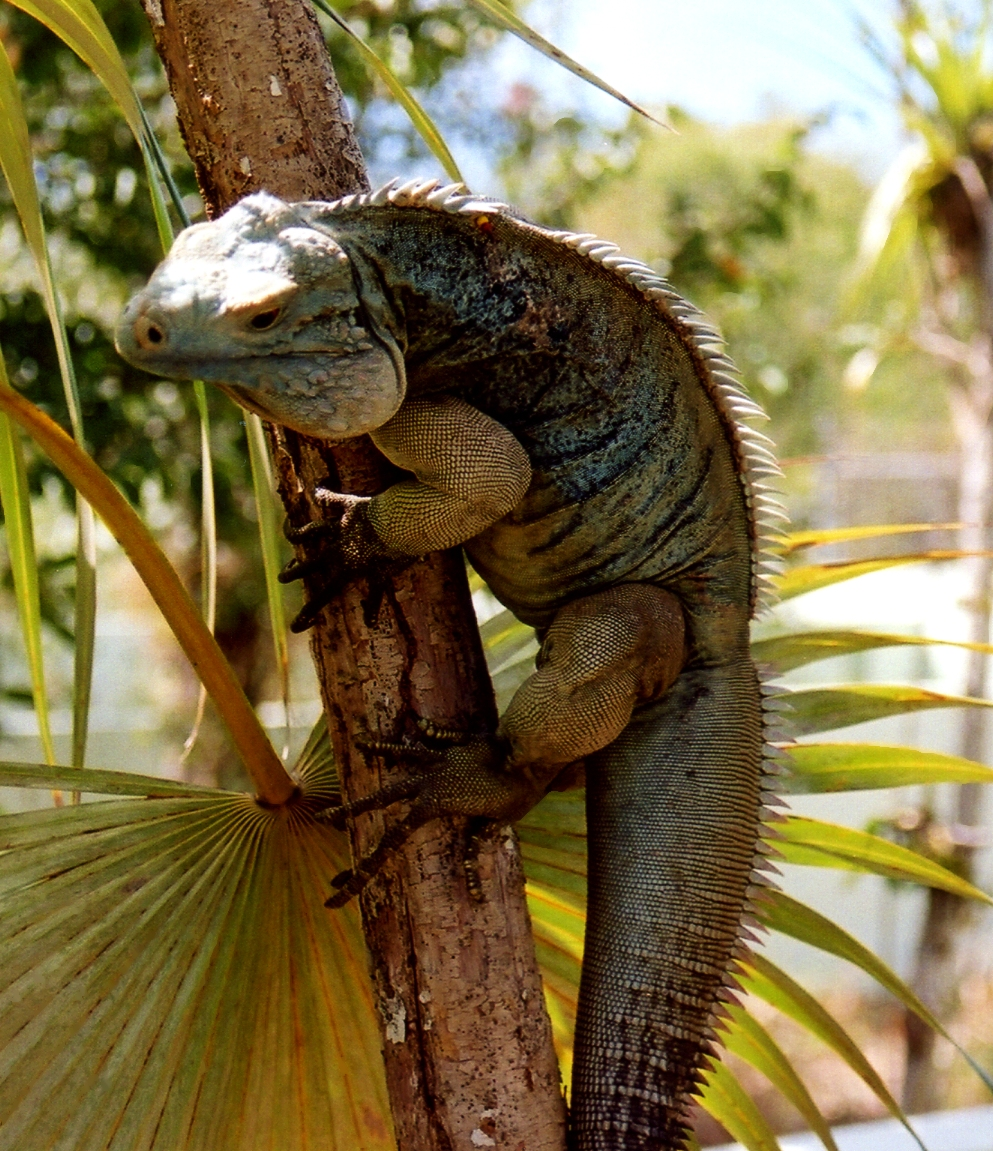
Ces iguanes principalement terrestres sont également capables de grimper dans les arbres.

Les iguanes Cyclura sont des animaux diurne, et passent une partie de leur journée à se réchauffer au soleil pour assurer leur thermorégulation. La nuit ils se retirent dans une grotte, un tronc d'arbre creux, un terrier ou une crevasses dans les rochers. Ils sont essentiellement terrestres, mais présentent tout de même des mœurs arboricoles. Ils grimpent dans les arbres avec une grande dextérité, et des jeunes âgés de moins de deux semaines ont déjà été observés dans des buissons à 1,5 m de haut. Ce sont par ailleurs des animaux territoriaux. Les mâles dominants défendent un territoire où l'on trouve une ou plusieurs femelles contre les autres mâles. Ce comportement est moins marqué pour certaines espèces et certaines îles, notamment lorsque la densité de population est élevée. Les femelles ne sont pas territoriales, mais défendent leurs nids pendant sa construction et parfois pendant quelques semaines après la ponte.
Comme les autres espèces d'iguanes Cyclura, les animaux de cette espèce communiquent entre eux essentiellement par des hochements de tête, et c'est par ce type de mouvements que les mâles cherchent à intimider leurs congénères, ou attirer les femelles. Ils utilisent également ce type de mouvements de tête face à des prédateurs. Comme beaucoup d'autres lézards, sa queue repousse lorsqu'elle est coupée, à une vitesse variable suivant l'âge de l'animal et l'endroit où a lieu la coupure.

### Alimentation

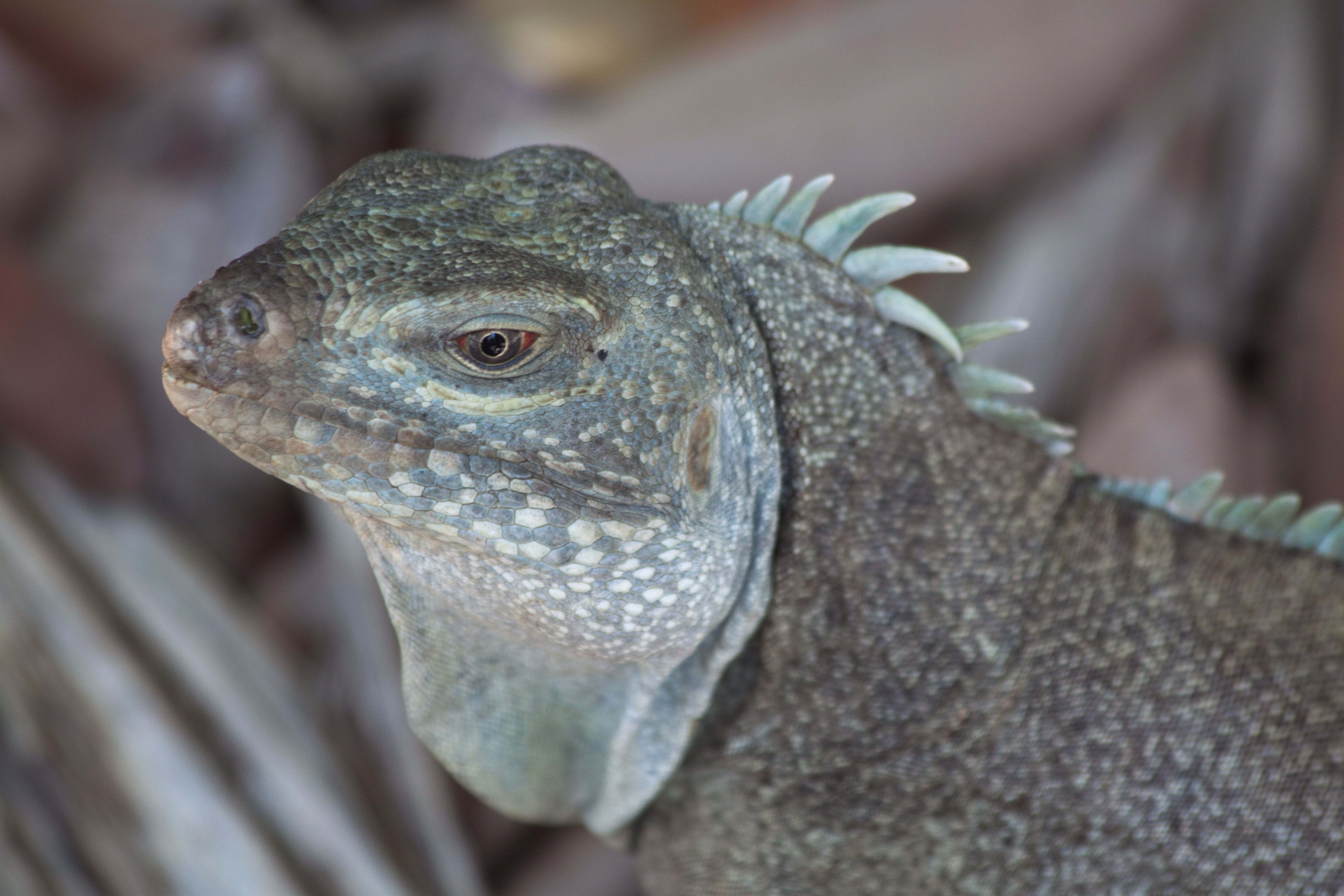
Tête de Cyclura carinata.

La plupart des espèces du genre Cyclura sont essentiellement herbivores, consommant des feuilles, des fleurs et des fruits de différentes espèces de plantes. Une étude menée en 2000 par le docteur Allison Alberts au zoo de San Diego a révélé que ces animaux participent à la dissémination des graines de plusieurs plantes, et que les graines qui sont passées par leur tractus digestif germent plus rapidement que les autres,. Ces graines contenues dans les fruits consommés par les iguanes ont un réel avantage adaptatif puisqu'elles germent avant la fin de la très courte saison des pluies. Les Cyclura représentent également un très bon moyen de dissémination de ces graines, notamment lorsque les femelles migrent vers les sites de nidification et, en tant que plus grand herbivore dans leur écosystème insulaire, ils sont essentiels pour maintenir un équilibre entre le climat et la végétation.
Comme les autres lézards herbivores, les iguanes du genre Cyclura doivent faire face à un problème d'osmorégulation : la matière végétale contient plus de potassium et moins d'éléments nutritionnels en proportion que de la viande, et les animaux doivent donc en consommer de plus grandes quantités pour satisfaire leurs besoins métaboliques. À la différence de ceux des mammifères, les reins des reptiles ne peuvent pas concentrer leur urine pour préserver l'eau corporelle. À la place les reptiles excrètent à travers leur cloaque de l'acide urique toxique. Dans le cas des Cyclura, qui consomment beaucoup de végétaux, l'excès d'ions salés est excrété via une glande à sel de la même manière que les oiseaux.

### Longévité
Un Iguane bleu nommé « Godzilla » capturé sur Grand Cayman en 1950 par la naturaliste Ira Thompson a été importé aux États-Unis en 1985 par Ramon Noegel et vendu à un éleveur, Tom Crutchfield, en 1990. Crutchfield offrit Godzilla au Gladys Porter Zoo à Brownsville, au Texas, en 1997 et le lézard y resta jusqu'à sa mort en 2004,. Thompson estime que Godzilla avait 15 ans lorsqu'il a capturé. Avec 69 ans, dont 54 passés en captivité, Godzilla pourrait être le plus vieux lézard pour lequel on dispose d'un âge fiable.

## Répartition

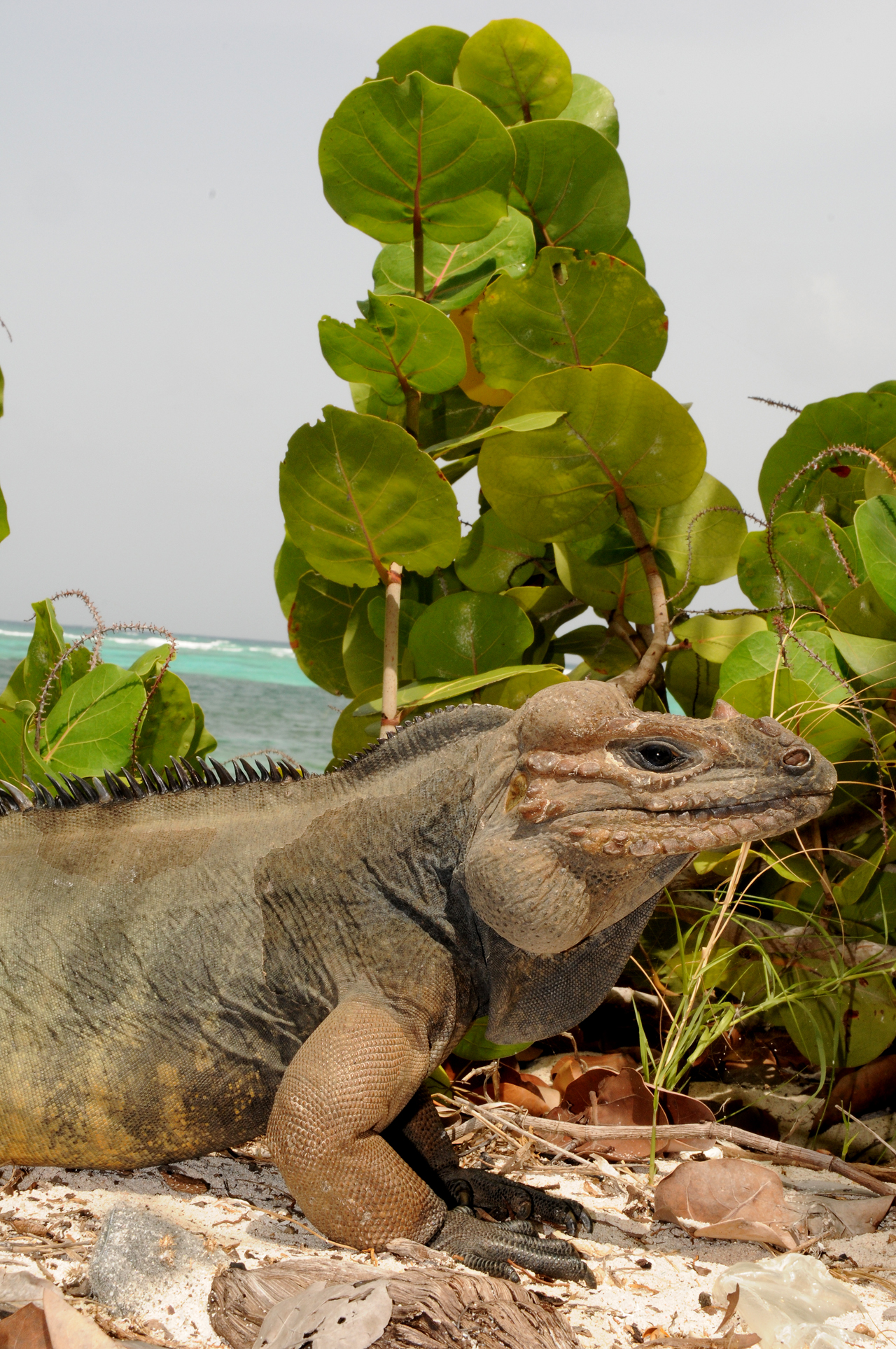
Iguane rhinocéros sur l'île de Mona.

Les neuf espèces de ce genre sont endémiques des Antilles. Leur répartition géographique est remarquable dans le sens où on trouve une seule et unique espèce par île ou groupe d'îles, à la seule exception de l'île d'Hispaniola qui abrite Cyclura cornuta et Cyclura ricordi. Comme pour d'autres animaux vivant dans ces îles, on observe là un exemple d'évolution divergente de groupes d'animaux isolés par leur environnement, et soumis à des conditions de vie différentes et mettant en place des adaptations liées.
L'habitat typique de ces animaux sont les forêts sèches épineuses des Caraïbes, sur un substrat calcaire érodé présentant des crevasses et des grottes pour que les animaux s'abritent. La présence de plages ou autres zones au sol sableux et meuble est également important pour ces iguanes, qui y creusent leurs propres terriers ainsi que leurs nids.

## Taxinomie et histoire évolutive

### Histoire évolutive
|  | \| \| Cyclura nubila \| \| \| \| \| \| Cyclura cychlura \| \| \| \| |
|  |                                                                     |
|  | Cyclura lewisi                                                      |
|  |                                                                     |
|  | Cyclura nubila                                                      |
|  |                                                                     |
|  | Cyclura cychlura                                                    |
|  |                                                                     |

|  | Cyclura nubila   |
|  |                  |
|  | Cyclura cychlura |
|  |                  |

|  | \| \| Cyclura nubila \| \| \| \| \| \| Cyclura cychlura \| \| \| \| |
|  |                                                                     |
|  | Cyclura lewisi                                                      |
|  |                                                                     |
|  | Cyclura nubila                                                      |
|  |                                                                     |
|  | Cyclura cychlura                                                    |
|  |                                                                     |

|  | Cyclura nubila   |
|  |                  |
|  | Cyclura cychlura |
|  |                  |

|  | \| \| Cyclura nubila \| \| \| \| \| \| Cyclura cychlura \| \| \| \| |
|  |                                                                     |
|  | Cyclura lewisi                                                      |
|  |                                                                     |
|  | Cyclura nubila                                                      |
|  |                                                                     |
|  | Cyclura cychlura                                                    |
|  |                                                                     |

|  | Cyclura nubila   |
|  |                  |
|  | Cyclura cychlura |
|  |                  |

|  | \| \| Cyclura nubila \| \| \| \| \| \| Cyclura cychlura \| \| \| \| |
|  |                                                                     |
|  | Cyclura lewisi                                                      |
|  |                                                                     |
|  | Cyclura nubila                                                      |
|  |                                                                     |
|  | Cyclura cychlura                                                    |
|  |                                                                     |

|  | Cyclura nubila   |
|  |                  |
|  | Cyclura cychlura |
|  |                  |

|  | \| \| Cyclura carinata \| \| \| \| \| \| Cyclura ricordi \| \| \| \| |
|  |                                                                      |
|  | Cyclura cornuta                                                      |
|  |                                                                      |
|  | Cyclura carinata                                                     |
|  |                                                                      |
|  | Cyclura ricordi                                                      |
|  |                                                                      |

|  | Cyclura carinata |
|  |                  |
|  | Cyclura ricordi  |
|  |                  |

|  | \| \| Cyclura nubila \| \| \| \| \| \| Cyclura cychlura \| \| \| \| |
|  |                                                                     |
|  | Cyclura lewisi                                                      |
|  |                                                                     |
|  | Cyclura nubila                                                      |
|  |                                                                     |
|  | Cyclura cychlura                                                    |
|  |                                                                     |

|  | Cyclura nubila   |
|  |                  |
|  | Cyclura cychlura |
|  |                  |

|  | \| \| Cyclura nubila \| \| \| \| \| \| Cyclura cychlura \| \| \| \| |
|  |                                                                     |
|  | Cyclura lewisi                                                      |
|  |                                                                     |
|  | Cyclura nubila                                                      |
|  |                                                                     |
|  | Cyclura cychlura                                                    |
|  |                                                                     |

|  | Cyclura nubila   |
|  |                  |
|  | Cyclura cychlura |
|  |                  |

|  | \| \| Cyclura nubila \| \| \| \| \| \| Cyclura cychlura \| \| \| \| |
|  |                                                                     |
|  | Cyclura lewisi                                                      |
|  |                                                                     |
|  | Cyclura nubila                                                      |
|  |                                                                     |
|  | Cyclura cychlura                                                    |
|  |                                                                     |

|  | Cyclura nubila   |
|  |                  |
|  | Cyclura cychlura |
|  |                  |

|  | \| \| Cyclura nubila \| \| \| \| \| \| Cyclura cychlura \| \| \| \| |
|  |                                                                     |
|  | Cyclura lewisi                                                      |
|  |                                                                     |
|  | Cyclura nubila                                                      |
|  |                                                                     |
|  | Cyclura cychlura                                                    |
|  |                                                                     |

|  | Cyclura nubila   |
|  |                  |
|  | Cyclura cychlura |
|  |                  |

|  | \| \| Cyclura carinata \| \| \| \| \| \| Cyclura ricordi \| \| \| \| |
|  |                                                                      |
|  | Cyclura cornuta                                                      |
|  |                                                                      |
|  | Cyclura carinata                                                     |
|  |                                                                      |
|  | Cyclura ricordi                                                      |
|  |                                                                      |

|  | Cyclura carinata |
|  |                  |
|  | Cyclura ricordi  |
|  |                  |

|  | \| \| Cyclura nubila \| \| \| \| \| \| Cyclura cychlura \| \| \| \| |
|  |                                                                     |
|  | Cyclura lewisi                                                      |
|  |                                                                     |
|  | Cyclura nubila                                                      |
|  |                                                                     |
|  | Cyclura cychlura                                                    |
|  |                                                                     |

|  | Cyclura nubila   |
|  |                  |
|  | Cyclura cychlura |
|  |                  |

|  | \| \| Cyclura nubila \| \| \| \| \| \| Cyclura cychlura \| \| \| \| |
|  |                                                                     |
|  | Cyclura lewisi                                                      |
|  |                                                                     |
|  | Cyclura nubila                                                      |
|  |                                                                     |
|  | Cyclura cychlura                                                    |
|  |                                                                     |

|  | Cyclura nubila   |
|  |                  |
|  | Cyclura cychlura |
|  |                  |

|  | \| \| Cyclura nubila \| \| \| \| \| \| Cyclura cychlura \| \| \| \| |
|  |                                                                     |
|  | Cyclura lewisi                                                      |
|  |                                                                     |
|  | Cyclura nubila                                                      |
|  |                                                                     |
|  | Cyclura cychlura                                                    |
|  |                                                                     |

|  | Cyclura nubila   |
|  |                  |
|  | Cyclura cychlura |
|  |                  |

|  | \| \| Cyclura nubila \| \| \| \| \| \| Cyclura cychlura \| \| \| \| |
|  |                                                                     |
|  | Cyclura lewisi                                                      |
|  |                                                                     |
|  | Cyclura nubila                                                      |
|  |                                                                     |
|  | Cyclura cychlura                                                    |
|  |                                                                     |

|  | Cyclura nubila   |
|  |                  |
|  | Cyclura cychlura |
|  |                  |

|  | \| \| Cyclura carinata \| \| \| \| \| \| Cyclura ricordi \| \| \| \| |
|  |                                                                      |
|  | Cyclura cornuta                                                      |
|  |                                                                      |
|  | Cyclura carinata                                                     |
|  |                                                                      |
|  | Cyclura ricordi                                                      |
|  |                                                                      |

|  | Cyclura carinata |
|  |                  |
|  | Cyclura ricordi  |
|  |                  |

|  | \| \| Cyclura nubila \| \| \| \| \| \| Cyclura cychlura \| \| \| \| |
|  |                                                                     |
|  | Cyclura lewisi                                                      |
|  |                                                                     |
|  | Cyclura nubila                                                      |
|  |                                                                     |
|  | Cyclura cychlura                                                    |
|  |                                                                     |

|  | Cyclura nubila   |
|  |                  |
|  | Cyclura cychlura |
|  |                  |

|  | \| \| Cyclura nubila \| \| \| \| \| \| Cyclura cychlura \| \| \| \| |
|  |                                                                     |
|  | Cyclura lewisi                                                      |
|  |                                                                     |
|  | Cyclura nubila                                                      |
|  |                                                                     |
|  | Cyclura cychlura                                                    |
|  |                                                                     |

|  | Cyclura nubila   |
|  |                  |
|  | Cyclura cychlura |
|  |                  |

|  | \| \| Cyclura nubila \| \| \| \| \| \| Cyclura cychlura \| \| \| \| |
|  |                                                                     |
|  | Cyclura lewisi                                                      |
|  |                                                                     |
|  | Cyclura nubila                                                      |
|  |                                                                     |
|  | Cyclura cychlura                                                    |
|  |                                                                     |

|  | Cyclura nubila   |
|  |                  |
|  | Cyclura cychlura |
|  |                  |

|  | \| \| Cyclura nubila \| \| \| \| \| \| Cyclura cychlura \| \| \| \| |
|  |                                                                     |
|  | Cyclura lewisi                                                      |
|  |                                                                     |
|  | Cyclura nubila                                                      |
|  |                                                                     |
|  | Cyclura cychlura                                                    |
|  |                                                                     |

|  | Cyclura nubila   |
|  |                  |
|  | Cyclura cychlura |
|  |                  |

|  | \| \| Cyclura carinata \| \| \| \| \| \| Cyclura ricordi \| \| \| \| |
|  |                                                                      |
|  | Cyclura cornuta                                                      |
|  |                                                                      |
|  | Cyclura carinata                                                     |
|  |                                                                      |
|  | Cyclura ricordi                                                      |
|  |                                                                      |

|  | Cyclura carinata |
|  |                  |
|  | Cyclura ricordi  |
|  |                  |

### Taxinomie
Le nom du genre Cyclura vient de l'ancien grec cyclos (κύκλος) signifiant « circulaire » et ourá (οὐρά) signifiant « queue », fait allusion aux larges anneaux bien visibles sur la queue de tous les représentants de ce genre.
Selon The Reptile Database (2 novembre 2015) :
- Cyclura carinata Harlan, 1824
- Cyclura collei Gray, 1845

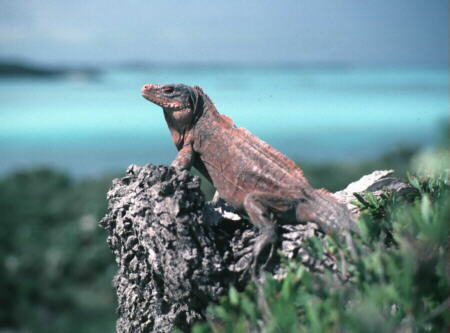
Cyclura rileyi nuchalis, iguane rose des îles Exumas.

- Cyclura cornuta (Bonnaterre, 1789)
- Cyclura cychlura (Cuvier, 1829)
- Cyclura lewisi Grant, 1940
- Cyclura nubila (Gray, 1831)
- Cyclura pinguis Barbour, 1917
- Cyclura ricordi (Duméril & Bibron, 1837)
- Cyclura rileyi Stejneger, 1903

## Relations avec l'Homme

### Menaces

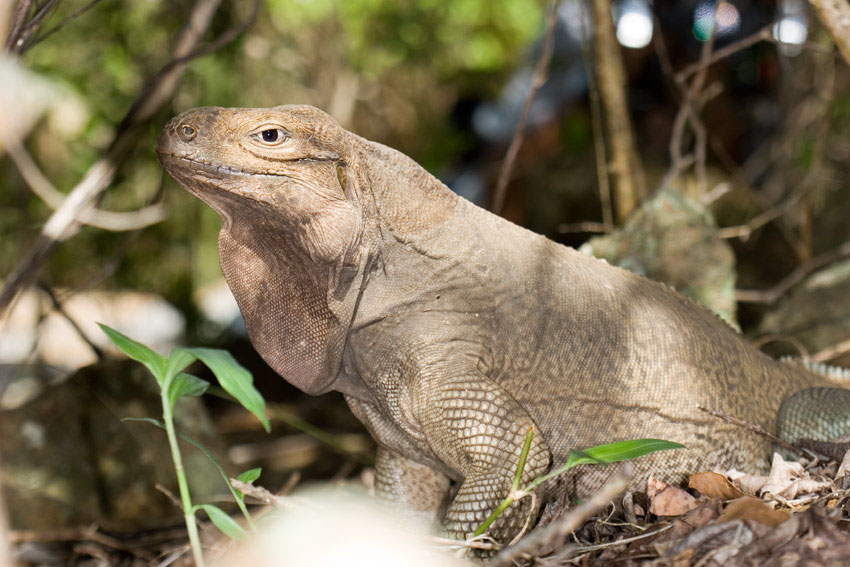
Cyclura pinguis est une espèce en danger critique d'extinction.

Les iguanes du genre Cyclura sont parmi les lézards les plus menacés d'extinction du monde. Leur aire de répartition insulaire peu étendue les rend en effet très sensibles à la destruction de leur habitat, et celui-ci est important du fait du développement des activités humaines comme le tourisme, les carrières de calcaire, l'exploitation de la forêt pour le bois ou le charbon de bois,. Par ailleurs, diverses espèces introduites par l'Homme sur ces îles ont porté de très forts préjudices aux iguanes en se nourrissant des jeunes et en détruisant les nids, comme les rats noirs, ratons-laveurs, chiens, mangoustes, sangliers, chats. Le bétail, comme les chèvres et les moutons, entre lui en concurrence avec les iguanes au niveau de la ressource alimentaire, car leur pâturage prive ces animaux de leurs ressources alimentaires habituelles. Dans de nombreuses îles, les iguanes sont également une source de nourriture pour la population locale qui les chasse pour les consommer. C'est d'ailleurs cette pratique qui a initié le début du déclin de cette espèce aux temps précolombiens, bien avant les dévastations liées à l'arrivée des Européens dans ces îles, lorsque les peuples Arawak et Lucayens ont commencé à compléter leur alimentation en consommant ces animaux. Ils font également l'objet de braconnage pour alimenter le marche des animaux de compagnie exotiques, malgré les interdictions du CITES.

### Sauvegarde
Le zoo d'Indianapolis est impliqué dans la recherche et la mise en place de mesure de sauvegarde pour préserver les espèces de Cyclura. Le projet spécifique dénommé Project Iguana conduit par ce zoo aide à la sauvegarde des iguanes des Caraïbes et la préservation de leur habitat en contribuant à éduquer les populations, menant des programmes d'élevage en captivité et conduisant des études scientifiques sur ces animaux.
Les objectifs de ce projet sont notamment :

- de travailler avec le Ricord's Iguana Recovery Group sur le ISG's Species Recovery Plan
- de recenser les animaux sur Isla Cabritos, en République Dominicaine[26]
- de déterminer le niveau de vitamine D des iguanes des Caraïbes détenus dans le zoo avant et après l'exposition au soleil
- de continuer de développer le programme à long terme d'élevage en captivité de l'Iguane bleu et de Cyclura collei au zoo d'Indianapolis[28]
- de travailler en partenariat avec le ZOODOM (le zoo national de République Dominicaine) pour développer un programme d'élevage en captivité de Cyclura ricordi[26]
- de développer des actions éducatives sur les iguanes des Caraïbes et leurs habitats[20]

## Publication originale
- Harlan, 1824 : Description of two species of Linnaean Lacerta, not before described, and construction of the new genus Cyclura. Journal of the Academy of Natural Sciences of Philadelphia, sér. 1, vol. 4, no 2, p. 242-251 (texte intégral).